# Centro Penitenciario de la Región Andina
El Centro Penitenciario de la Región Andina (CEPRA) es una prisión en San Juan de Lagunillas, estado Mérida, Venezuela. Fue construido entre 1997 y 1998 para 750 reclusos pero actualmente tiene al menos 1200 reclusos.

## Historia
El 9 de enero de 2012 fue asesinado un interno, mientras que los reclusos tomaron por la fuerza el pabellón de mujeres de la institución hiriendo a 3 miembros de la Guardia Nacional Bolivariana y secuestrando a más de 100 reclusas. En marzo de 2012, 9 presos murieron y 8 resultaron heridos en disturbios allí. El 13 de abril de 2012 un motín dejó 5 reos muertos y un funcionario de la Guardia Nacional y más de 17 internos heridos. En julio estallaron nuevamente protestas violentas ocasionando 22 muertos y 60 heridos, el motin inicio en demanda de la suspensión de los traslados de los reos a otros centros penitenciarios. La Corte Interamericana de Derechos Humanos se pronunció al respecto.